# Félix du Temple
Pour les articles homonymes, voir Du Temple.
Jean-Marie Félix du Temple de la Croix, dit Félix du Temple est un officier de marine, général de brigade, et pionnier de l'aéronautique né le 18 juillet 1823 à Lorris (Loiret) et mort le 3 novembre 1890 à Paris (7e arrondissement) .
On lui attribue notamment le premier vol motorisé d'un modèle d'avion, en 1857.

## Biographie

### Carrière militaire
Issu d'une ancienne famille normande, Félix du Temple entre à l'École navale de Brest en 1838, et est nommé aspirant en 1840 puis enseigne de vaisseau en 1844.
En 1848, il se porte volontaire pour écraser les insurgés des Journées de Juin. Il participe ensuite aux campagnes du Second Empire : la guerre de Crimée, où il s'illustre à la prise de Kinbourn (15 octobre 1855), la Campagne d'Italie à la tête d'une compagnie de fusiliers marins et l'expédition du Mexique à la tête d'un bataillon. Il est fait officier de la Légion d'honneur à la suite du succès du siège de Puebla et promu capitaine de frégate le 13 août 1864.
De retour en France à 41 ans, il rejoint l'Armée de la Loire. En 1870, il est nommé général par le gouvernement de Défense nationale, peut-être grâce à une confusion avec son frère Louis, également capitaine de frégate promu général de brigade. Partisan d'Henri d'Artois, comte de Chambord, à l'Assemblée nationale, il est contraint de prendre sa retraite en 1876.

### Carrière industrielle

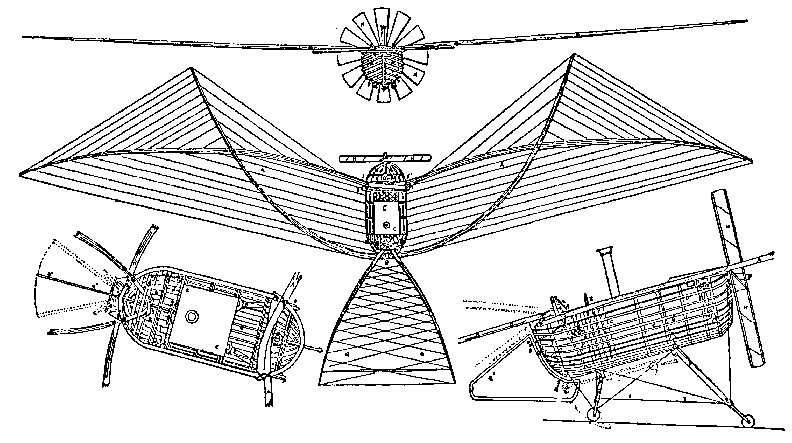
Plans du canot planeur

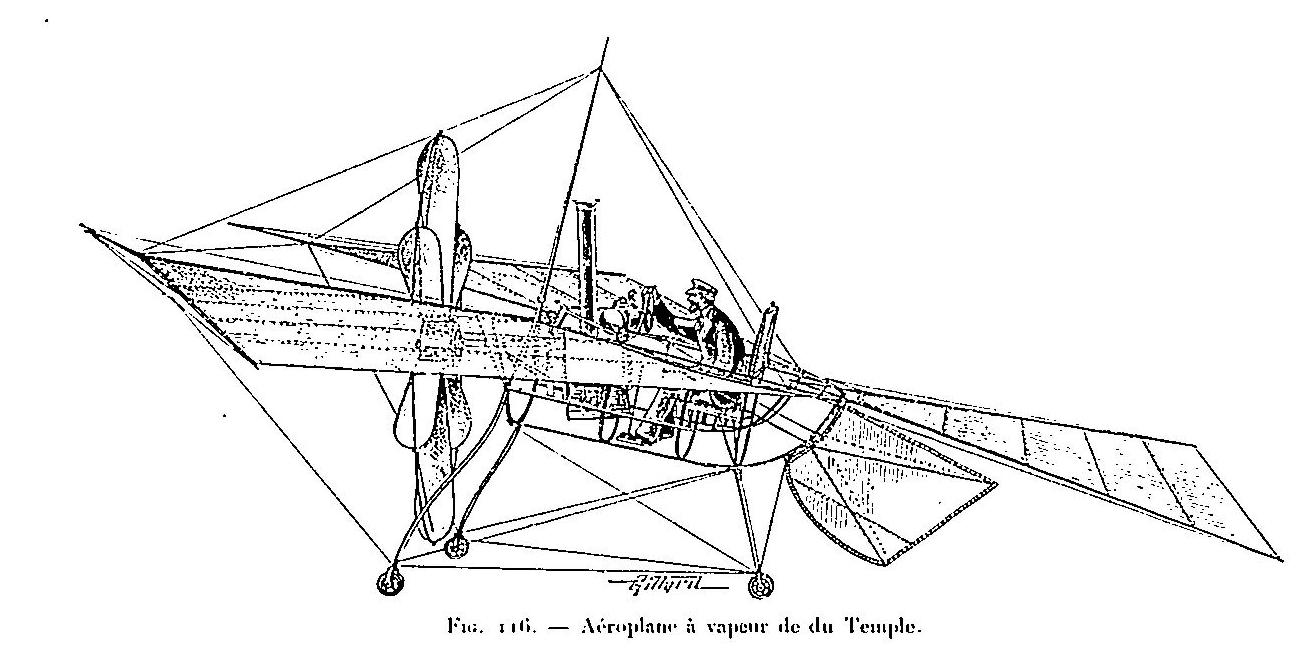
Le Monoplan

Par l'étude du vol des oiseaux, Félix du Temple est convaincu que seule la prise de vitesse peut permettre le décollage d'un aéroplane. Influencé par la construction navale, il choisit la propulsion par hélice.
En 1857, Félix du Temple et son frère Louis font décoller le premier avion motorisé à échelle réduite. Pesant 700 grammes et équipé d'ailes fixes, il est propulsé par une hélice entraînée d'abord par un mouvement d'horlogerie puis par un moteur à vapeur. Après un premier vol d'essai à Toulon, le prototype est aussitôt breveté sous le titre de « locomotion aérienne par imitation du vol des oiseaux ».
Pour propulser une unité capable d'emporter un pilote se pose le problème du moteur. Les frères Du Temple développent un moteur à air chaud, puis un moteur à combustion interne à gaz qui se révèlent insatisfaisants. Ils se concentrent donc sur la miniaturisation d'une machine à vapeur, en obtenant la surface de contact la plus élevée possible pour le plus petit volume possible.
Il s'installe dans l'ancien[Quoi ?] arsenal de Cherbourg à partir de 1869 pour construire son premier avion, un monoplan. Les longerons d'aile sont en tôle d'aluminium roulée, l'envergure est de 12 mètres pour une masse de 80 kilogrammes. Le train d'atterrissage est prévu escamotable. Son vol d'essai avec un jeune marin à bord en 1874 serait la première tentative de vol motorisé de l'histoire de l'aviation. Il est présenté à l'Exposition universelle de Paris de 1878. Félix du Temple dépose un brevet le 28 avril 1876 pour la « chaudière à vapeur à circulation rapide donnant la plus grande surface de chauffe possible sous le plus petit volume et le moindre poids » qui équipe le prototype.
On peut préciser qu'une reconstitution de la chaudière "du Temple" est visible à la Cité de la Mer de Cherbourg. C'est une approche des générateurs à "vaporisation instantanée".
Félix du Temple conçoit des machines à vapeur pour la Marine. Ainsi le ministère de la Marine commande pour les premiers torpilleurs français, les chaudières légères à circulation d'eau accélérée conçues pour le monoplan, à la société Générateur du Temple SA. Cette société acquerra en 1905 les établissements Lesénéchal avant d'être absorbée par la Société normande de construction navale, puis d'être rachetée par Félix Amiot, autre pionnier de l'aéronautique.

### Carrière politique
Il est durant la législature du 8 février 1871 au 7 mars 1876, représentant d'Ille-et-Vilaine à l'Assemblée nationale. Ardent royaliste et fervent catholique, il siège sur les bancs des légitimistes.

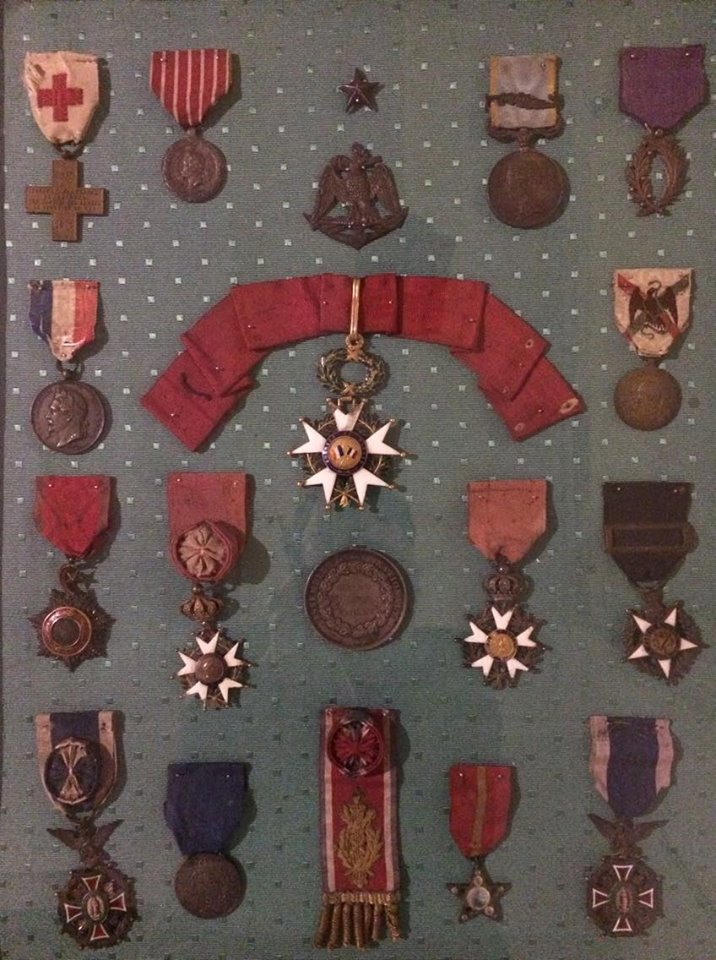
Médailles militaires et civiles de Félix du Temple

## Citations
- « En général, l'oiseau, surtout de grande taille, ne s'élève et ne vole qu'en raison d'une vitesse acquise : cette vitesse il la prend pour s'élever soit en courant sur la terre ou sur l'eau, soit en se précipitant d'un point culminant. Une fois arrivé à une certaine hauteur qui lui permet de voler horizontalement d'un coup d'aile, il se donne de la vitesse, étend ses ailes et sa queue de manière à former avec elles un plan aussi parfait que possible et avance ainsi sans mouvement d'ailes apparent et sans tomber de manière sensible »
- « Je ne rechercherai pas la popularité ; ceux qui la recherchent sont indignes du pouvoir. Je veux former un peuple travailleur et religieux, non un peuple de cabaret et de mauvais lieu. Je crois la vérité représentée par la monarchie, qui a fait la grandeur de la France »[2].

### Article connexe

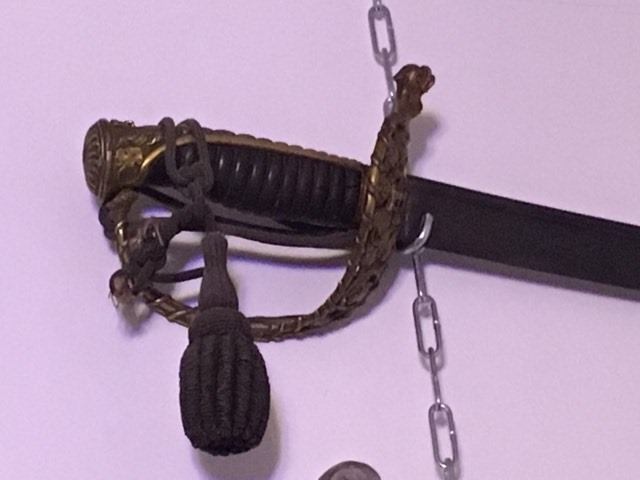
Sabre de Marine de Félix du Temple.